# Jerzy Axer

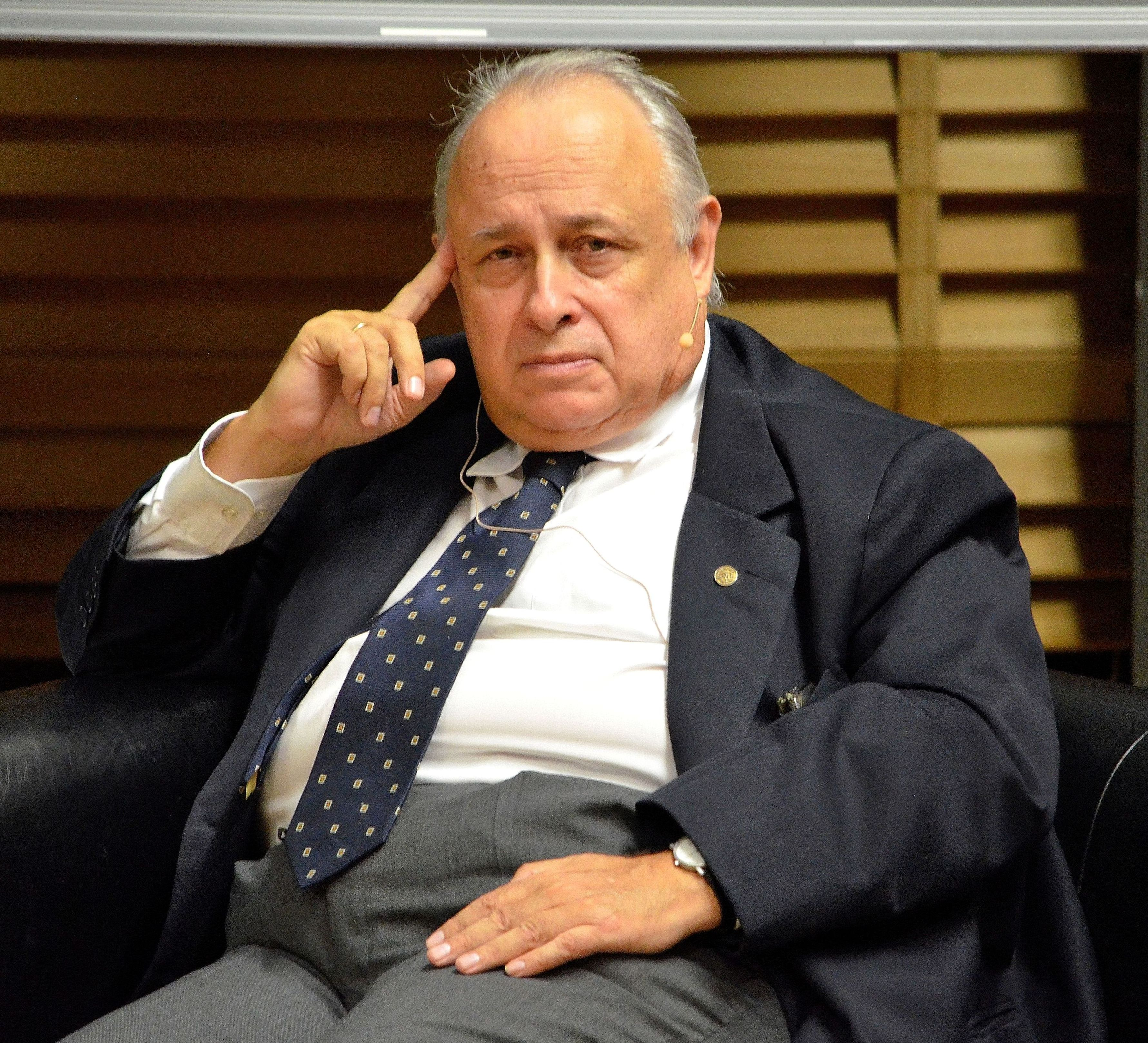
Jerzy Axer (2013)

Jerzy Axer (* 18. April 1946 in Łódź) ist ein polnischer Literaturhistoriker und Altphilologe. Er ist der Sohn des Theaterregisseurs Erwin Axer.

## Leben
Axer verbrachte seine Kindheit in Warschau und besuchte dort das Gymnasium. Nach dem Abitur 1964 studierte er Klassische Philologie an der Universität Warschau, wo er 1969 den Magister erwarb. Anschließend arbeitete er ab 1970 am dortigen Institut für Klassische Philologie. 1972 promovierte er mit der Arbeit Jerzy z Tyczyna, humanista i dyplomata und habilitierte 1976 mit Mowa Cycerona w obronie komediowego Roscjusza. Studium z krytyki tekstu. Von 1978 dozierte er an der Staatlichen Theaterhochschule Warschau. 1981 wurde er Mitglied des Komitet Nauk o Kulturze Antycznej an der Polnischen Akademie der Wissenschaften. Zudem war er von 1981 bis 1987 Prodekan und anschließend Dekan des Fachbereichs für Polonistik an der Universität Warschau. 1983 wurde er Mitglied der International Society of the History of Rhetoric. 1986 wurde er außerordentlicher Professor und dozierte an mehreren ausländischen Universitäten. 1991 wurde er Vizedirektor des Instituts für Klassische Philologie an der Universität Warschau und zugleich Direktor des neu geschaffenen Zentrums für die Untersuchung der Antiken Tradition in Polen und Mittelosteuropa. 1992 wurde er ordentlicher Professor und Mitglied des Wolfenbütteler Arbeitskreises für Renaissanceforschung. 1993 wurde er zum Mitglied der Academia Europaea gewählt. 2003 erhielt er den Ehrendoktor der Nationalen Iwan-Franko-Universität in Lwiw. 
Er lebt in Warschau.

## Publikationen
- Mowa Cycerona w obronie komediowego Roscjusza. Studium z krytyki tekstu, 1976
- The style and the composition of Cicero’s speech „Pro Q. Roscio Comoedo“. Origin and function, übersetzt ins Englische von J. Holzman, 1980
- Polski dyplomata na papieskim dworze. Wybór listów Jerzego z Tyczyna do Marcina Kromera (1554–1585), 1982
- Filolog w teatrze, 1991

## Herausgeberschaft
- Joannes Joncre: Tragoedia Boleslaus Secundus Furens, 1972
- Szymon Szymonowic: Castus Iosef, 1973
- Georgii Ticinii ad Martinum Cromerum epistulae a. 1554–1585, 1975
- Marcus Tullius Cicero: Oratio pro Q. Roscio Comoedo, 1976 (Scripta quae manserunt omnia, Fasc. 9, Bibliotheca Teubneriana)
- Georgii Ticinii ad principes Radziwiłł epistulae (a. 1567–1585), 1980
- Jan Kochanowski: Treny, 1983
- Laudatio dramatica clarissimae Firleiorum familiae, 1989
- Listowne Polaków rozmowy. List łaciński jako dokument polskiej kultury XVI i XVII wieku, 1992
- Epsañoles y polacos en la corte de Carlos V. Cartas del embajador Juan Dantisco, 1994
- Andreas Dudith: Epistulae. P. 2: 1568–1573, 1995
- Scaenica Saravi-Varsoviensia. Beiträge zum antiken Theater und seinem Nachleben, mit Woldemar Görler 1997
- Siew Dionizosa. Inspiracje Grecji antycznej w teatrze i dramacie XX wieku w Europie Środkowej i Wschodniej, 1997
- Grecja mykeńska a Grecja klasyczna, 2000
- Bo królom był równy… Przemówienie Józefa Piłsudskiego przy składaniu prochów Słowackiego do grobów wawelskich 28 czerwca 1927 roku, 2002
- Z Rzymu do Rzymu, 2002
- Rhetoric of transformation, 2003
- Łacina jako język elit, 2004
- Dawne elity – słowo i gest, 2005